# Великий Генерал может телепортироваться
«Великий Генерал может телепортироваться» (кор. 장군님 축지법 쓰신다?, 將軍님 縮地法 쓰신다? Чангун-ним Чхукчибоп ссысинда) — песня северокорейской поп-группы Ванджэсан, посвящённая Ким Чен Иру. Впервые вышла в 1996 году. В официальном переводе на английский её название звучит как «General uses warp».

## Тематика
В песне утверждается, что Ким Чен Ир и его отец Ким Ир Сен могли использовать чхукчибоп (縮地法 축지법) — магическую практику, известную из даосизма. На китайском её название звучит как суоди, на японском — сюкути. Буквально это слово значит «сжатие земли» и подразумевает мистические методы телепортации и преодоления больших расстояний.
Такие заявления были частью общей тенденции обожествлять руководителей в годы правления Ким Ир Сена, в одном ряду с ними стоят рассказы о том, что Ким Чен Ын научился управляться с оружием уже в три года, или о том, что дожди над горой Пэкту рассеиваются только в те дни, когда её «навещают её хозяева».
В 2019 году Ким Чен Ын обратился к работникам пропаганды с просьбой перестать мистифицировать руководство. Отмечают, что он старается подражать своему деду Ким Ир Сену, который создавал себе приземлённый и товарищеский имидж, а не отцу Ким Чен Иру, который дистанцировался от народа, неправдоподобно преувеличивая свои качества.

## Реакция
В Южной Корее песня стала мемом и источником для пародий. Хотя официально в Южной Корее запрещено распространять пропаганду с Севера, случаев преследования за использование этой песни не было, потому что оно воспринимается как ироничное и сатирическое из-за абсурдного содержания.
В 2012 году на сайте южнокорейской левой Объединённой прогрессивной партии появилась эта песня после того, как сайт взломали хакеры.
В 2020 году северокорейская газета Нодон синмун напечатала историю, по её заявлениям, из 1945 года, где Ким Ир Сен отрицал буквальное понимание чхукчибопа во время борьбы с японцами:
На самом деле не было такого, чтобы кто-то исчез, и потом появился снова, никто не может делать "чхукчибоп". Только активная поддержка народных масс помогла нам победить хорошо вооружённых бандитов во время вооружённой антияпонской борьбы. Если и существует какой-то "чхукчибоп", то только народный "чхукчибоп".
Международное сообщество восприняло эту статью как шаг в сторону от политики мистификации северокорейских лидеров, согласно указаниям Ким Чен Ына, данным годом ранее.